# Jürgen Lenssen
Jürgen Lenssen (né le 11 mai 1947 à Mönchengladbach) est un prêtre catholique allemand, ancien chanoine de la cathédrale de Wurtzbourg, écrivain d'ouvrages sur l'art.

## Biographie
Jürgen Lenssen étudie la théologie, l'histoire de l'art et le Volkskunde (de) à Wurtzbourg, Münster et Osnabrück. Le 27 novembre 1971, il est ordonné prêtre à Osnabrück par Mgr Helmut Hermann Wittler (de). Il arrive au diocèse de Wurtzbourg en tant qu'aumônier, il est vicaire et curé des jeunes du doyenné de Dittelbrunn en 1975 et curé de Glattbach en 1981. En 1988, il reçoit un doctorat de théologie.
En 1989, il est nommé conseiller de l'ordinariat de Wurtzbourg et en 1991, il est admis au chapitre de la cathédrale. Dès le début, il est responsable des questions architecturales et artistiques, sa priorité est de développer le dialogue et la collaboration entre artistes par le biais de rencontres d’artistes et d’expositions. En 1992, il devient directeur à sa création de la Fondation de la Collection artistique du Diocèse de Wurtzbourg. De 1999 à 2003, il est président de la Deutschen Gesellschaft für christliche Kunst e. V.
En 2002, Lenssen dirige la refonte de l'église Maria im Weingarten (de) près de Volkach, pour laquelle il crée l'autel de célébration, l'ambon, les stalles du chœur et un retable. De 2007 à 2009, il dirige la rénovation et le réaménagement à grande échelle de la collégiale de Neumünster, il implique des artistes contemporains de renom. L'autel, l'ambon et les fonts baptismaux, deux reliquaires, le lustre à roue de la crypte de Saint-Kilian et les stèles des apôtres de la crypte de Saint-Jean étaient tous basés sur ses créations. Le 10 mai 2017, il prend sa retraite en tant que chanoine du chapitre de la cathédrale de Wurtzbourg.